# フロッグデザイン
frog design（フロッグデザイン）は戦略的クリエーティブのコンサルタント企業。

## 概要
1969年に工業デザイナーのハルトムット・エスリンガー、パートナーのアンドレアス・ハウグ、ゲオルグ・スプレングによってドイツのムートランゲンにて“エスリンガー・デザイン”として創立。それからすぐにオルテンスタイグに移転。現在の本社所在地はカリフォルニア州パロアルトである。
1982年に社名をfrogdesignに変更。2000年に現社名に変更。8つのスタジオとコラボレイトし、従業員は600人を超えるまでに成長。
拠点がある場所はカリフォルニア州サンフランシスコ、テキサス州オースティン、ニューヨーク州ニューヨーク、ワシントン州シアトル、マサチューセッツ州ボストン、アムステルダム（オランダ）、ロンドン（イギリス）、ミュンヘン（ドイツ）、ミラノ（イタリア）、上海、シンガポールである。
2004年にFlextronicsに買収され、2016年、コールバーグ・クラビス・ロバーツ及びセコイア・キャピタル傘下のサービス会社aricentのグループ企業になり、2017年、Altran Technologies, SAに買収される。

## デザインとクライアント
最初のデザインは1969年のWegaで、ドイツのテレビ製造業者のものだったが、それは後にソニーに買収される。フロッグデザインはソニーの仕事を続け1975年にはトリニトロンテレビのデザインを手がけた。（プロフィールシリーズは、ソニー社内の商品本部デザインセンターのデザイナによるもの）
彼らの最初のコンピュータ製造者向けのデザインは1970年のCTM (Computertechnik Müller) による商業的なシステムと1979年のDiehl Data Systemsだった。有名になったのはApple ComputerのApple IIcの筐体デザインが最初で、それには1984年から1990年の間アップルによって使用されるスノーホワイトデザイン言語を導入していた。それからいくつかのMacintosh関連のデザインを行った。1986年、サン・マイクロシステムズのSPARCstation、1987年、NeXTのNeXTcubeがフロッグデザインによりデザインされた。マイクロソフトのWindows XPのデスクトップの見た目をてがけた他、エイサーやマイクロンのデスクトップ機の筐体デザインなどを担当するなどコンピュータ関係の業務が多い。日本の家具メーカー・コトブキの屋外家具をデザインするなど、デザイン対象はかなり多岐にわたる。
2016年11月18日、電通と業務提携したことが発表された。